# Kim Howells
Pour les articles homonymes, voir Howells.
Kim Scott Howells (né le 27 novembre 1946) est un homme politique du parti travailliste gallois. Il est député de Pontypridd de 1989 à 2010 et occupe plusieurs postes ministériels au sein des gouvernements Blair et Brown.

## Biographie
Howells est le fils de Glanville Howells, un chauffeur de camion communiste et de Joan Glenys Howells. Né à Merthyr Tydfil, il grandit à Penywaun, près d'Aberdare dans la vallée de la Cynon, et il est scolarisé à la grammar school de Mountain Ash.
Howells fait ses études au Hornsey College of Art (qui fait maintenant partie de l'université du Middlesex) où il est actif dans l'occupation étudiante de mai 1968, et est le premier manifestant à franchir le cordon de la police métropolitaine lors de la manifestation contre la guerre du Viêt Nam devant l'ambassade des États-Unis à Grosvenor Square en 1968 .
Howell figure en tant que leader étudiant au Hornsey College of Art dans le film du réalisateur John Goldschmidt, Our Live Experiment is worth more than 3,000 Textbooks, réalisé pour Granada Television et diffusés sur le réseau ITV.
Il fréquente le Cambridgeshire College of Arts and Technology (aujourd'hui Université Anglia Ruskin) entre 1971 et 1974, et suit des études supérieures en histoire. Howells obtient ensuite un doctorat de l'Université de Warwick en 1979 pour une thèse intitulée A view from below : tradition, experience and nationalism in the South Wales coalfield, 1937–1957.

### Carrière professionnelle
De retour de l'université dans le sud du Pays de Galles, Howells travaille comme chercheur et rédacteur pour le South Wales Miner, avant de devenir un permanent du South Wales National Union of Mineworkers et un représentant local du Parti communiste de Grande-Bretagne . Il rejoint le Parti travailliste en 1982 .
Howells dirige le bureau du NUM à Pontypridd qui coordonne les efforts des mineurs du sud du Pays de Galles pendant la grève des mineurs britanniques. Un incident grave au cours du conflit national se produit dans sa région à la fin de novembre 1984, lorsque le chauffeur de taxi David Wilkie est tué lorsque deux mineurs en grève laissent tomber un bloc de béton d'un pont local sur le taxi de Wilkie, qui emmenait un mineur briseur de grève à travail. Après des allégations selon lesquelles il aurait caché des preuves associées à la mort de Wilkie et une enquête menée par la police du sud du Pays de Galles, Howells commente en 2004 dans un documentaire de la BBC Wales que lorsqu'il a entendu la nouvelle, il a pensé "accrochez-vous, nous avons tous ces dossiers nous sommes restés dans les bureaux du NUM, il y a toutes ces cartes sur le mur, nous allons nous y impliquer ». Il a ensuite détruit un grand nombre de papiers car il craignait une descente de police dans les bureaux du syndicat . Il a déclaré que l'attaque des grévistes était le résultat de pressions pour que les mineurs retournent au travail.
Après la grève des mineurs et la fermeture de 29 des 30 puits du National Coal Board dans le sud du Pays de Galles, Howells devient écrivain et présentateur pour la télévision et la radio, et professeur d'université.

### Carrière parlementaire

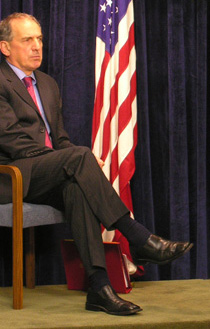
Howells en tant que ministre des Affaires étrangères en 2007

Howells entre à la Chambre des communes lors d'une élection partielle en 1989. En tant que membre de l'opposition travailliste, il est successivement porte-parole de l'opposition sur le commerce et l'industrie, les affaires intérieures, les affaires étrangères et le développement et la coopération. Howells suggère en 1996 que le mot «socialisme» devrait être «humainement éliminé» des documents de politique du Parti travailliste. (La clause IV (révisée en 1995) de la constitution du parti stipule que «le Parti travailliste est un parti socialiste démocratique »).
Il occupe une série de postes ministériels subalternes dans divers départements après les élections de 1997 jusqu'en octobre 2008. De mai 1997 à janvier 1998, il est sous-secrétaire d'État parlementaire au ministère de l'Éducation et de l'Emploi. Il est ensuite au ministère du Commerce et de l'Industrie jusqu'en juin 2001, puis ministre subalterne avec le dossier du commerce et de la radiodiffusion au ministère de la culture, des médias et des sports jusqu'en juin 2003. Il est ministre d'État de juin 2003 à septembre 2004, date à laquelle il devient ministre de l'enseignement supérieur. Il quitte ce poste lorsqu'il est nommé ministre du Moyen-Orient au ministère des Affaires étrangères et du Commonwealth en mai 2005. Il reste ministre d'État au ministère des Affaires étrangères après que Gordon Brown soit devenu Premier ministre, mais revient à l'arrière-ban lorsque Brown procède à un remaniement en octobre 2008 .
Après avoir quitté le gouvernement, Howells est nommé pour succéder à Margaret Beckett à la présidence du Comité de renseignement et de sécurité, un comité de parlementaires qui supervise le travail des agences britanniques de renseignement et de sécurité.
En 2003, il déclare que le gouvernement travailliste essayait de diriger le capitalisme plus «efficacement» et «humainement». Il est membre et ancien président des Amis travaillistes d'Israël .
En février 2009, Howells est nommé au Conseil privé. Le 18 décembre 2009, Howells annonce qu'il se retirerait aux élections générales de 2010 .
Le 15 juillet 2011, le Dr Howells reçoit un doctorat honorifique pour sa contribution à la politique galloise et britannique de l'Université de Glamorgan . Des manifestants perturbent la cérémonie .

### Vie privée
Howells épouse Eirlys Davies en 1983. Il a deux fils et une belle-fille.